# Château d'Armadale
Le château d'Armadale est un manoir en ruines à Armadale, sur l'île de Skye, dans l'archipel des Hébrides; cet archipel fait partie de la zone administrative écossaise de Highland. Armadale est l'ancien siège des MacDonald de Sleat. 

## Histoire
Un manoir est construit à Armadale vers 1790. En 1815, James Gillespie Graham conçoit un château qui est édifié à côté du manoir. Dans une imitation du style architectural dit seigneurial écossais (Scottish baronial style) de la renaissance écossaise, le château est davantage destiné à l'esthétique qu'à la défense. Après 1855, une partie brûlée du manoir est remplacée par une aile centrale selon les plans de David Bryce.

## Actuellement

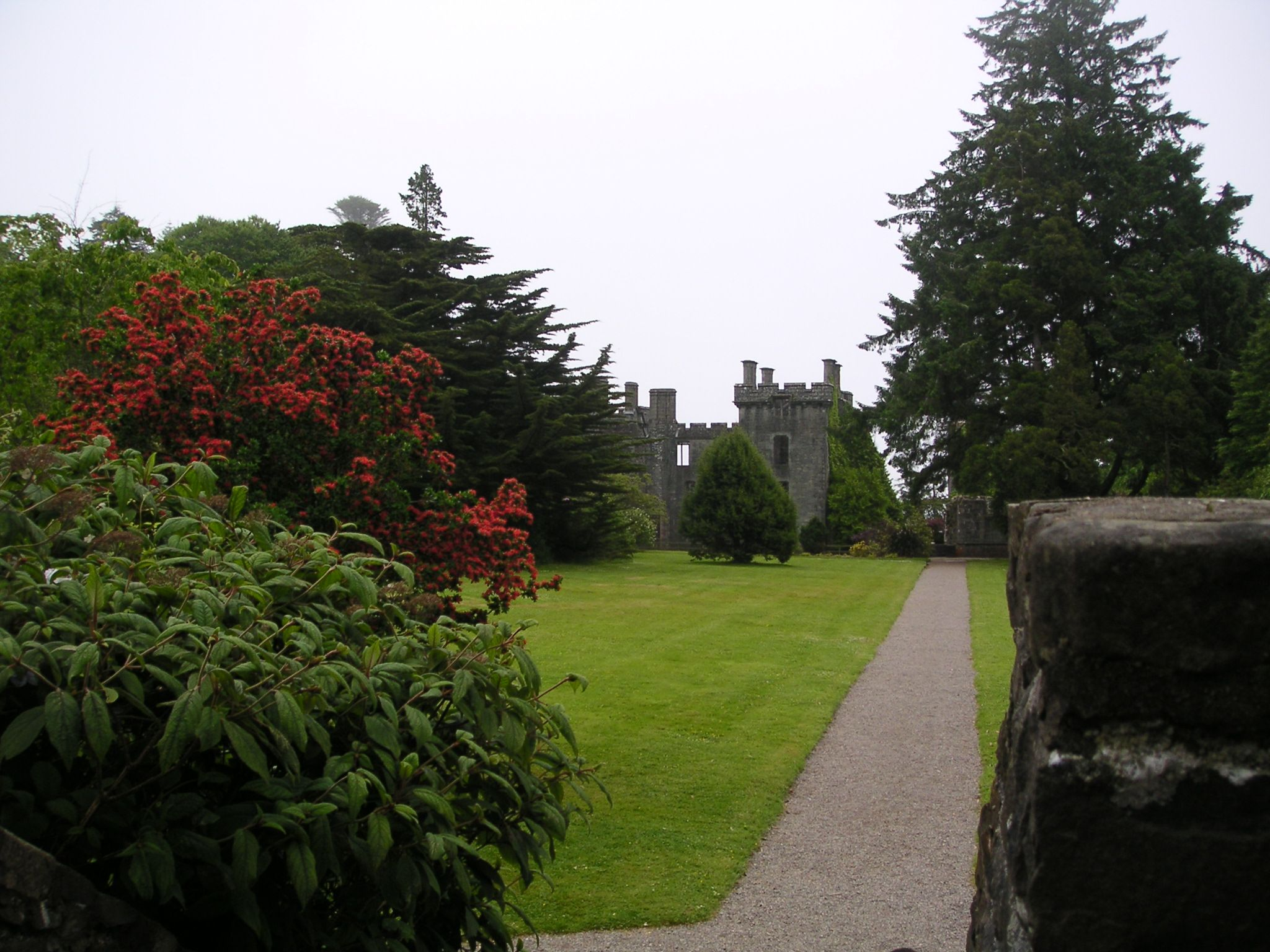
Allée vers le château

Depuis 1925, le château a été abandonné par la famille MacDonald et tombe en ruine. En revanche, les jardins autour du château sont entretenus et un musée se trouve sur le site, consacré à l'histoire du Clan Donald et de l'île de Skye.